# Online Transaction Processing
Online Transaction Processing (OLTP), Online-Transaktionsverarbeitung, auch Echtzeit-Transaktionsverarbeitung, bezeichnet ein Benutzungsparadigma von Datenbanksystemen und Geschäftsanwendungen, bei dem die Verarbeitung von Transaktionen direkt und prompt, also ohne nennenswerte Zeitverzögerung, stattfindet.
Gegenstück ist die Batch-Verarbeitung, bei der alle Geschäftsvorfälle gesammelt und in – häufig nächtlichen, von Online-Betrieb freien Zeiten – Batchläufen verarbeitet werden. Die Namensgebung (englisch batch ‚Stapel‘) stammt aus den 1960er / 1970er Jahren, denn die Daten (und oft auch Programme) lagen dabei als Lochkarten vor und wurden als Stapel eingelesen und verarbeitet. Bei dieser Bezeichnung spielt auch der Aspekt eine Rolle, dass die Aufgaben (wie beim Lochkartenstapel) nur nacheinander ausgeführt werden können, während beim OLTP viele verschiedene Geschäftsoperationen gleichzeitig stattfinden.
Das technische Hauptaugenmerk beim OLTP liegt auf der Transaktionssicherheit bei parallelen Anfragen und Änderungen, auf der Minimierung der Antwortzeit von Anfragen sowie auf einem möglichst hohen Durchsatz (Anzahl Transaktionen pro Zeitspanne). Die Effizienz von OLTP-Systemen ist dabei von der Auswahl geeigneter Hardware (Datenbankserver, Netzwerkkomponenten wie LAN und WAN) und Software (Datenbankmanagementsystem) abhängig. Durch die Beachtung von Transaktionskriterien (siehe ACID) wird sichergestellt, dass die Konsistenz der Datenbank (es können heutzutage auch mehrere verteilte sein) erhalten bleibt und Daten nie unvollständig oder inkonsistent gespeichert werden.
OLTP-Datenbank-Systeme speichern typischerweise die Transaktionen eines Geschäftsvorganges in dem höchsten Detaillierungsgrad, der für die operative Tätigkeit des Unternehmens erforderlich ist. In Anlehnung zu dem Begriff OLTP begegnet man auch der Bezeichnung Online Analytical Processing (OLAP), das sich mit der Aggregation, Aufbereitung und Auswertung der operativen Daten eines längeren Zeitraums beschäftigt.

## Anwendung
Der klassische Anwendungsfall von OLTP ist die EDV-gestützte Durchführung der Geschäftsprozesse von Unternehmen, aus denen das operationale Tagesgeschäft besteht. Diese Aufgabe wird unter anderem von so genannten ERP-Systemen wahrgenommen. Hier werden die Stammdaten wie Personal- oder Lagerbestand und Geschäftsvorgänge wie Einkauf, Verkauf, Platzbuchungen, Kontobewegungen etc. abgewickelt. Moderne Unternehmen sind weitgehend von der Existenz und Korrektheit dieser Daten abhängig, da darin alle Ressourcen wie Personal, Finanzen, Waren und/oder Dienstleistungen zusammen mit den durch die Geschäftstätigkeit hervorgerufenen aktuellen Veränderungen zeitaktuell abgebildet sind. Daher werden solche Anwendungen als unternehmenskritisch eingestuft.
Datenbanksysteme haben hier die Aufgabe, alle Daten so zu sichern, dass es zu keinem Datenverlust kommen kann und die Daten in sich zu jeder Zeit – auch nach einem Teilverlust – konsistent bleiben.
Diese Anforderung gilt verschärft bei Anwendungssystemen, die seit den 1990er Jahren auch auf verteilten Datenbanken implementiert sein können, die auf verschiedenen Servern und/oder an verschiedenen – auch weltweit über WAN angebundenen – Orten laufen.
Weitere Anwendungen sind das Content-Management, Wissensdatenbanken, Webshops, Verzeichnisdienste etc.